# Papereria Impremta Alemany

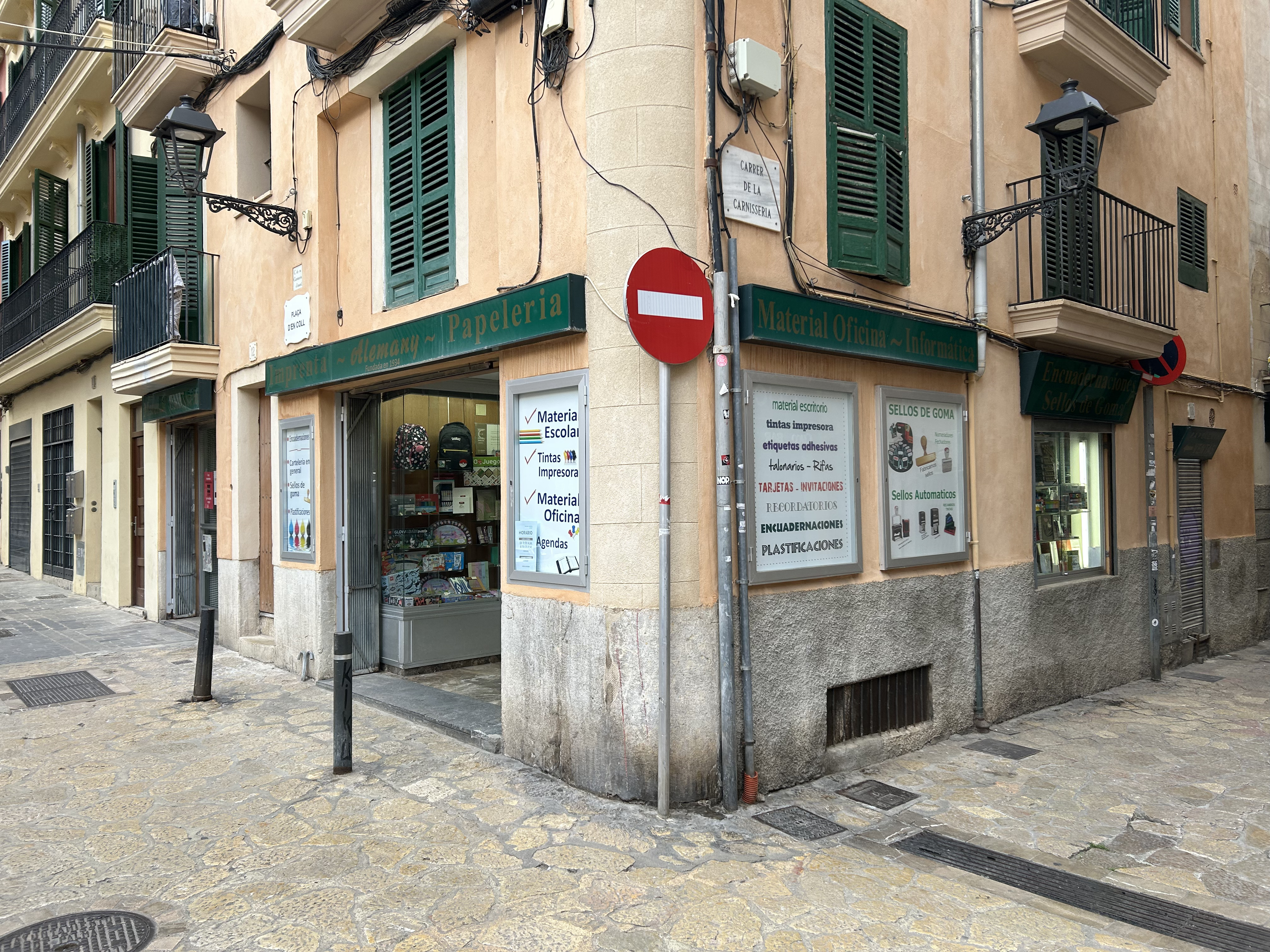
Cantonada de la Papereria Alemany (Palma)

Papereria Impremta Alemany  fou fundada per Pedro Alemany Serra l’any 1934 al carrer de Vidrieria. Amb el temps, el 1956, es va anar traslladant de llocs: va romandre 26 anys al carrer  de Can Savellà abans d’ubicar-se definitivament a la plaça d’en Coll, nùm. 12, Palma, Mallorca. El local comercial s’ubica a la planta baixa d’un edifici d’habitatges plurifamiliars, construït e 1860, de tres alçades. Una de les façanes dona al carrer de la Carnisseria i l’altra a la plaça d’en Coll.

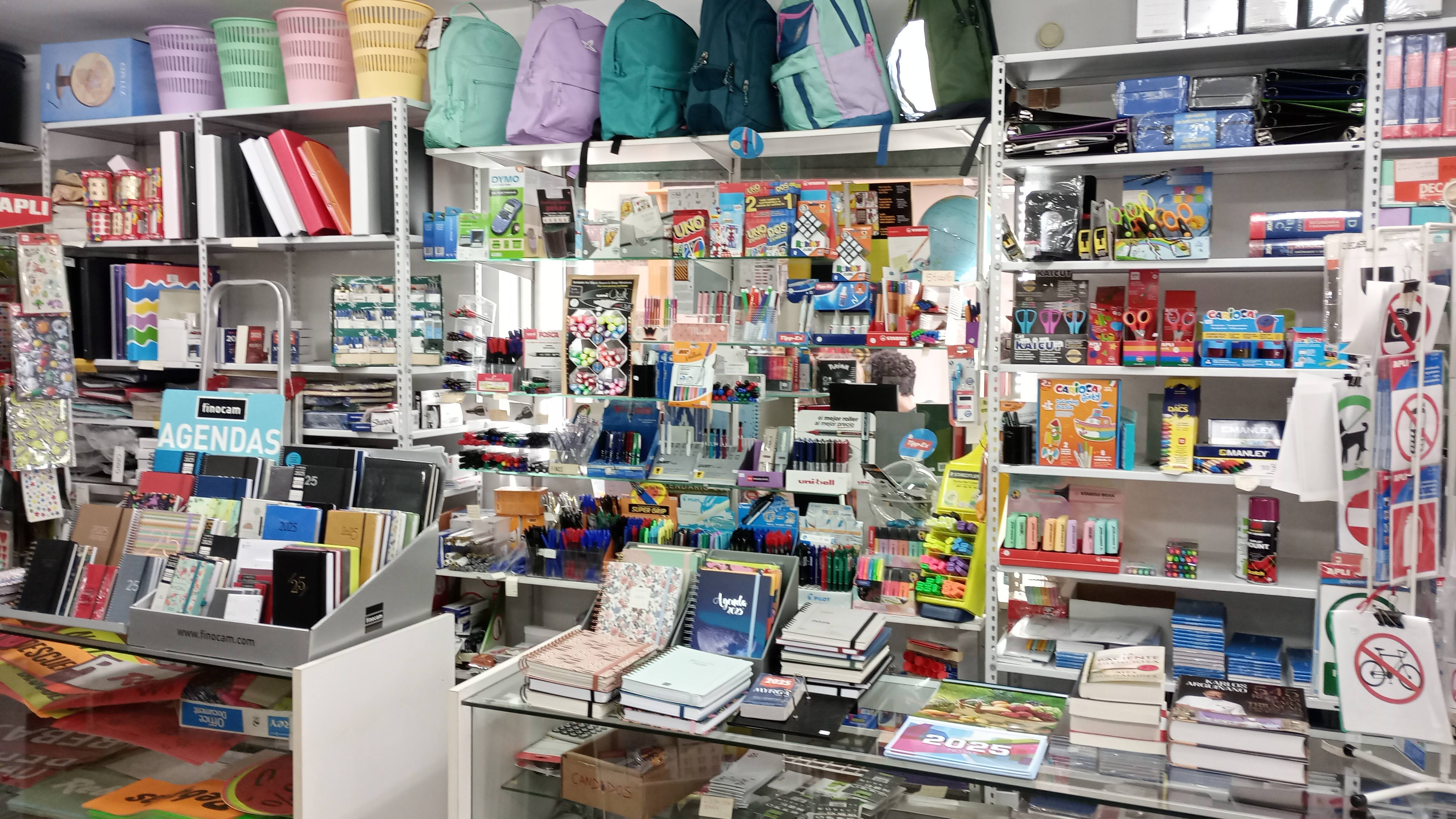
Interior de la impremta Alemany

L’1 de gener de 1955 obrir la secció de papereria i es va especialitzar en la venda de material de papereria, productes escolars i d’oficina. Té servei de plastificacions i enquadernació. Darrerament també ven llibres.
Després de la mort del seu pare, Francisca María Alemany es va fer càrrec del negoci. Tot i que va tancar la impremta, perquè era una càrrega molt forta per a ella sola, la seva passió per l'ofici i la seva dedicació a la botiga han estat clau per a la continuïtat del negoci, convertint-lo en un negoci de proximitat singular. A l’expositor de l’establiment, i com a mostra del seu origen, hi podem trobar una màquina imprimir manual, marca Boston, de l’any 1810.
El 24 de juliol de 2024 (resolució núm. 7460, Ajuntament de Palma) el manté com a Comerç Emblemàtic (categoria 1A) en l'aprovació del Catàleg d'establiments emblemàtics de 2024.